# 58. ceremonia wręczenia nagród Grammy
58. ceremonia wręczenia nagród Grammy, prestiżowych amerykańskich nagród muzycznych wręczanych przez Narodową Akademię Sztuki i Techniki Rejestracji (NARAS), odbyła się 15 lutego 2016 roku w hali widowiskowej Staples Center w Los Angeles, w stanie Kalifornia. Jej transmisja na żywo miała miejsce na antenie stacji telewizyjnej CBS. Gospodarzem ceremonii był po raz piąty raper LL Cool J. W trakcie gali zostały rozdane honoraria dla muzyków za ich osiągnięcia w roku 2015.
Nominacje do 58. edycji Grammy zostały ogłoszone 7 grudnia 2015 roku w trakcie odbytej w Nokia Theatre w Los Angeles gali, która także była retransmitowana przez CBS. Najwięcej nominacji (jedenaście) otrzymał Kendrick Lamar, zaraz za nim plasują się Taylor Swift i The Weeknd, którzy nominowani zostali siedmiokrotnie.

## Występy
- Taylor Swift
- Adele
- Kendrick Lamar
- The Weeknd
- Nicki Minaj
- Selena Gomez
- Ariana Grande
- Little Big Town
- W hołdzie Lionelowi Richie
- Pitbull, Robin Thicke i Travis Barker
- Justin Bieber, Diplo i Skrillex
- Carrie Underwood i Sam Hunt
- Ellie Goulding i Andra Day
- Tori Kelly i James Bay
- Hamilton
- Lady Gaga – W hołdzie Davidowi Bowie
- The Hollywood Vampires - "As Bad as I Am", Lemmy
- Chris Stapleton, Gary Clark Jr. i Bonnie Raitt – B.B. King
- Rihanna

## Nagrody

### Obszar generalny
Lista składa się ze wszystkich nominowanych, a zwycięzcy są pogrubieni.
Album roku
- Alabama Shakes - "Sound & Color"
- Kendrick Lamar - "To Pimp a Butterfly"
- Chris Stapleton - "Traveller"
- Taylor Swift - "1989"
- The Weeknd - "Beauty Behind the Madness"

Piosenka roku
- Kendrick Lamar - "Alright"
- Taylor Swift - "Blank Space"
- Little Big Town - "Girl Crush"
- Wiz Khalifa feat. Charlie Puth - "See You Again"
- Ed Sheeran - "Thinking Out Loud"

Nagranie roku
- D’Angelo and the Vanguard - "Really Love"
- Mark Ronson feat. Bruno Mars - "Uptown Funk"
- Ed Sheeran - "Thinking Out Loud"
- Taylor Swift - "Blank Space"
- The Weeknd - "Can't Feel my Face"

Najlepszy nowy artysta
- Courtney Barnett
- James Bay
- Sam Hunt
- Tori Kelly
- Meghan Trainor

### Pop
Najlepszy występ pop solowy
- Kelly Clarkson - "Heartbeat Song"
- Ellie Goulding - "Love Me Like You Do"
- Ed Sheeran - "Thinking Out Loud"
- Taylor Swift - "Blank Space"
- The Weeknd - "Can't Feel My Face"

Najlepszy występ grupy popowej
- Florence and the Machine - "Ship to Wreck"
- Maroon 5 - "Sugar"
- Mark Ronson feat. Bruno Mars - "Uptown Funk"
- Taylor Swift feat. Kendrick Lamar - "Bad Blood"
- Wiz Khalifa feat. Charlie Puth - "See You Again"

Najlepszy popowy album tradycyjny
- Tony Bennett i Bill Charlap - "The Silver Lining: The Songs of Jerome Kern"
- Bob Dylan - "Shadows in the Night"
- Josh Groban - "Stages"
- Seth MacFarlane - "No One Ever Tells You"
- Barry Manilow (& Various Artists) – "My Dream Duets"

Najlepszy album popowy
- Kelly Clarkson - "Piece by Piece"
- Florence and the Machine - "How Big, How Blue, How Beautiful"
- Mark Ronson - "Uptown Special"
- Taylor Swift - "1989"
- James Taylor - "Before This World"

### Dance/Electronic
Najlepsze nagranie muzyki dance
- Above i Beyond oraz Zoë Johnston - "We're All We Need"
- The Chemical Brothers - "Go"
- Flying Lotus i Kendrick Lamar - "Never Catch Me"
- Galantis - "Runaway (U & I)"
- Skrillex, Diplo i Justin Bieber - "Where Are Ü Now"

Najlepszy album muzyki dance/elektronicznej
- Caribou - "Our Love"
- The Chemical Brothers - "Born in the Echoes"
- Disclosure - "Caracal"
- Jamie XX - "In Colour"
- Skrillex, Diplo, Skrillex - "Skrillex and Diplo Present Jack Ü"

### Rock
Najlepsza piosenka rockowa
- Alabama Shakes - "Don't Wanna Fight"
- Elle King - "Ex's & Oh's"
- James Bay - "Hold Back the River"
- Highly Suspect - "Lydia"
- Florence and the Machine - "What Kind of Man"

Najlepszy album rockowy
- James Bay - "Chaos and the Calm"
- Death Cab for Cutie - "Kintsugi"
- Highly Suspect - "Mister Asylum"
- Muse - "Drones"
- Slipknot - "5: The Gray Chapter"

Najlepszy występ rockowy
- Alabama Shakes - "Don't Wanna Fight"
- Florence and the Machine - "What Kind Of Man"
- Foo Fighters - "Something From Nothing"
- Elle King - "Ex's & Oh's"
- Wolf Alice - "Moaning Lisa Smile"

Najlepszy występ metalowy
- August Burns Red - "Identity"
- Ghost - "Cirice"
- Lamb of God - "512"
- Sevendust - "Thank You"
- Slipknot - "Custer"

### Muzyka alternatywna
Najlepszy album alternatywny
- Alabama Shakes - "Sound & Color"
- Björk - "Vulnicura"
- My Morning Jacket - "The Waterfall"
- Tame Impala - "Currents"
- Wilco - "Star Wars"

### R&B
Najlepsza piosenka R&B
- Miguel - "Coffee"
- The Weeknd - "Earned It (Fifty Shades of Grey)"
- Jazmine Sullivan - "Let It Burn"
- D’Angelo and The Vanguard - "Really Love"
- Tyrese - "Shame"

Najlepszy album R&B
- Leon Bridges - "Coming Home"
- D’Angelo and the Vanguard - "Black Messiah"
- Andra Day - "Cheers to the Fall"
- Jazmine Sullivan - "Reality Show"
- Charlie Wilson - "Forever Charlie"

Najlepszy występ R&B
- Tamar Braxton - "If I Don't Have You"
- Andra Day - "Rise Up"
- Hiatus Kaiyote - "Breathing Underwater"
- Jeremih feat. J. Cole - "Planes"
- The Weeknd - "Earned It (Fifty Shades of Grey)"

Najlepszy występ tradycyjnego R&B
- Faith Evans - "He Is"
- Lalah Hathaway - "Little Ghetto Boy"
- Jazmine Sullivan - "Let It Burn"
- Tyrese - "Shame"
- Charlie Wilson - "My Favorite Part of You"

Najlepszy album Urban Contemporary
- The Internet - "Ego Death"
- Kehlani - "You Should Be Here"
- Lianne La Havas - "Blood"
- Miguel - "Wildheart"
- The Weeknd - "Beauty Behind the Madness"

### Rap
Najlepszy album hip-hopowy
- J. Cole - "2014 Forest Hills Drive"
- Dr. Dre - "Compton"
- Drake - "If Youre Reading This Its Too Late"
- Kendrick Lamar - "To Pimp a Butterfly"
- Nicki Minaj - "The Pinkprint"

Najlepsza piosenka rapowa
- Kanye West feat. Theophilus London, Allan Kingdom i Paul McCartney - "All Day"
- Kendrick Lamar - "Alright"
- Drake - "Energy"
- Common i John Legend - "Glory"
- Fetty Wap - "Trap Queen"

Najlepsza Współpraca Rapowa/Śpiewana
- Big Sean featuring Kanye West & John Legend - "One Man Can Change The World"
- Common & John Legend - "Glory"
- Jidenna feat. Roman GianArthur - "Classic Man"
- Kendrick Lamar feat. Bilal, Anna Wise & Thundercat - "These Walls"
- Nicki Minaj feat. Drake, Lil Wayne & Chris Brown - "Only"

Najlepszy występ hip-hopowy
- J. Cole - "Apparently"
- Drake - "Back to Back"
- Fetty Wap - "Trap Queen"
- Kendrick Lamar - "Alright"
- Nicki Minaj, Drake i Lil Wayne - "Truffle Butter"
- Kanye West, Theophilus London, Allan Kingdom i Paul McCartney - "All Day"

### Country
Najlepszy album country
- Sam Hunt - "Montevallo"
- Little Big Town - "Pain Killer"
- Ashley Monroe - "The Blade"
- Kacey Musgraves - "Pageant Material"
- Chris Stapleton - "Traveller"

Najlepsza piosenka country
- Hayes Carll - "Chances Are"
- Barry Dean, Luke Laird & Jonathan Singleton - "Diamond Rings and Old Barstools"
- Hillary Lindsey, Lori McKenna & Liz Rose - "Girl Crush"
- Brandy Clark & Mark Stephen Jones - "Hold My Hand"
- Chris Stapleton - "Traveller"

### New Age
Najlepszy album New Age
- Grace – Paul Avgerinos
- Bhakti Without Borders – Madi Das
- Voyager – Catherine Duc
- Love – Peter Kater
- Asia Beauty – Ron Korb

### Jazz
Najlepszy jazzowy album
- Joey Alexander - "My Favorite Things"
- Terence Blanchard i The E-Collective - "Breathless"
- Robert Glasper i The Robert Glasper Trio - "Covered: Recorded Live at Capitol Studios"
- Jimmy Greene - "Beautiful Life"
- John Scofield - "Past Present"

### Gospel
Najlepszy album gospel
- Karen Clark Sheard - "Destined to Win (Live)"
- Dorinda Clark-Cole - "Living It"
- Tasha Cobbs - "One Place Live"
- Israel i Newbreed - "Covered: Alive Is Asia [Live] (Deluxe)"
- Jonathan McReynolds - "Life Music: Stage Two"

### Muzyka latynoamerykańska
Najlepszy album muzyki latino
- Pablo Alborán - "Terral"
- Alex Cuba - "Healer"
- Ricky Martin - "A Quien Quiera Escuchar (Deluxe Edition)"
- Alejandro Sanz - "Sirope"
- Julieta Venegas - "Algo Sucede"

### Reggae
Najlepszy album muzyki reggae
- Rocky Dawuni - Branches From The Same Tree
- Jah Cure - The Cure
- Barrington Levy - Acousticalevy
- Luciano - Zion Awake
- Morgan Heritage - Strictly Roots

### American Roots
Najlepszy amerykański album
- Brandi Carlile - "The Firewatcher's Daughter"
- Emmylou Harris i Rodney Crowell - "The Traveling Kind"
- Jason Isbell - "Something More Than Free"
- The Mavericks - "Mono"
- Punch Brothers - "The Phosphorescent Blues"

### World Music
Najlepszy album World Music
- Gilberto Gil - Gilbertos Samba Ao Vivo
- Angelique Kidjo - Sings
- Ladysmith Black Mambazo i Ella SpiraT&he Inala Ensemble - Music from Inala
- Anoushka Shankar - Home
- Zomba Prison Project - I Have No Everything Here